# Medalles del Llarg Servei (Alemanya)

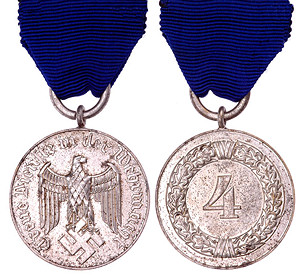
La Medalla dels 4 Anys de Servei a la Wehrmacht

Les Medalles del Llarg Servei a la Wehrmacht  (alemany: Wehrmacht-Dienstauszeichnung) eren unes condecoracions de l'Alemanya Nazi, creades per Adolf Hitler el 16 de març de 1936.

## Història
El 16 de març de 1935 tornà a Alemanya el servei militar obligatori. Tot just un any després es creà una condecoració a la qual podien optar tots els membres professionals de a Wehrmacht, excloent als reclutes.
Constava de 4 classes: 
- Medalla de Plata: Haver estat membre de la Wehrmacht durant 4 anys
- Medalla d'Or: Haver estat membre de la Wehrmacht durant 12 anys
- Creu de Plata: Haver estat membre de la Wehrmacht durant 18 anys
- Creu d'Or: Haver estat membre de la Wehrmacht durant 25 anys

AEl 10 de març de 1939 es va crear un grau especial pels 40 anys, que consistia en la insígnia dels 25 anys amb unes fulles de roure sobre el galó.
El Professor Dr Richard Klein dissenyà les condecoracions.
Tan sols dues d'aquestes condecoracions es podien lluir alhora: 
- 4 anys – Medalla de Plata
- 12 anys – Medalla d'Or + Medalla de Plata
- 18 anys – Creu de Plata + Medalla de Plata
- 25 anys – Creu d'Or + Medalla d'Or[3]
- 40 anys – Creu d'Or + Medalla d'Or + Fulles de Roure

Quan es va crear es va fer de manera retroactiva, la qual cosa va fer que un munt de veterans rebessin tots els graus simultàniament.
Durant els seus primers anys d'existència es feia en plata alemanya, però des de 1942 es va fer en or i plata amb zinc. Durant el darrer any de la guerra, ja no es concedí més.

## Disseny
- Medalla: una àliga de la Wehrmacht amb la inscripció TREUE DIENSTE IN DER WERHRMACHT (Servei Lleial a les Forces Armades) a l'anvers; i al revers, un 4 o un 12 envoltats d'una corona de fulles de roure. La medalla és de plata pels 4 anys i d'or mate pels 12.
- Creu: Una creu d'estil patée. Al centre hi ha un medalló. A l'anvers figura l'àliga de la Wehrmacht i, al revers, un 18 o un 25. La creu és de plata pels 18 anys i d'or pels 25.

Totes pengen d'un galó blau acià, color de la flor nacional alemanya (la Centaurea cyanus) i símbol de la fidelitat. Sobre el galó hi figura una àliga del color corresponent.

### Galons
| Ribbon bar "Long Service Award of the Wehrmacht" | Ribbon bar "Long Service Award of the Wehrmacht" | Ribbon bar "Long Service Award of the Wehrmacht" | Ribbon bar "Long Service Award of the Wehrmacht" | Ribbon bar "Long Service Award of the Wehrmacht" | Ribbon bar "Long Service Award of the Wehrmacht" |
| ------------------------------------------------ | ------------------------------------------------ | ------------------------------------------------ | ------------------------------------------------ | ------------------------------------------------ | ------------------------------------------------ |
| Versió del Heer i de la Kriegsmarine             |                                                  |                                                  |                                                  |                                                  |                                                  |
| Versió de la Luftwaffe                           |                                                  |                                                  |                                                  |                                                  |                                                  |
| Per                                              | 4 anys                                           | 12 anys                                          | 18 anys                                          | 25 anys                                          | 40 anys i més                                    |